# Francisco Neto
Francisco Neto, född den 11 juli 1981 Mortágua, är en portugisisk fotbollstränare och förbundskapten.

## Karriär
Francisco Neto inledde sin tränarkarriär i Goa football team år 2013. 2014 tog han över som förbundskapten för det portugisiska damlandslaget.